# 自尊心
自尊心（じそんしん）とは、心理学的には自己に対して一般化された肯定的な態度である。英語のままセルフ・エスティーム（英: self-esteem）とも呼ばれる。
ここでは社会心理学における自己の概念に関して、育み維持される自己評価や、あるいは「ありのままの自己を尊重し受け入れる」態度とする。

## 自尊心とは
多くの研究者によって自己肯定感は人格形成や情緒の安定のために重要であると考えられており、自尊心はそのためには必要な感情であるとも言える。
自尊心とは、他人からの評価ではなく、自分が自分をどう思うか、感じるかである。つまり、一時的に快感を与える、知識・技術・財産・容姿・結婚・慈善行為や性的な征服から生まれるものではなく、言い換えれば、外に求めることでも、人に与える印象でもない。競争でも比較でもなく、自尊心の重要な原因は自分とも他人とも戦っていない状態である。
その起源には、幼いころに大人から尊重され、価値を認められたか、励まされたかといったことがある。しかし、最も重要な影響があるのは、自分自身で選択したということである。言い換えれば、自分の可能性を実現したいという気持ちから、生き方を変えるということから自尊心が育まれていく。
自尊心は、自分が有能であるといういわゆる自信と、自分に価値があるという自尊の2つの要素から成り立っている。研究者によれば、自尊心の欠如は、不安・憂鬱・恐れ、アルコールなどの乱用、成績不振、暴力や虐待、自殺などにかかわっている。

## 自尊心の利点
統計的なメタ分析によると、高い自尊心は仕事や学校での成績、精神的な健康、身体的な健康、そして人間関係に有益である。自尊心の項目である自己効力感は、外向性と同様に創造性においても中程度のレベル（.13）で相関している。数多くの二次的研究や原因比較実験研究によって、他人と比較することを控えることが自尊心に有益であることが示されている。
自尊心が高いことによる利点は、2点が実証された。1点目は自主性が高まり、自身の信念に基づき行動して新しい仕事のリスクを引き受ける強い意欲を持っていることである。2点目は成績などが悪くても全体的に満足を感じているので、機嫌良く過ごせることである。

## 自尊心の欠如および過剰
自尊心の欠如は、しばしばセルフコントロールを失い、依存症や摂食障害などの精神障害や自殺を引き起こすことがある。また、自尊心には、みずからが過ちを犯したり勝負において敗れたりすることへの恐怖を打ち消す効果もある。そのため自己愛性パーソナリティ障害や双極性障害における躁・軽躁状態のように自尊心が過剰になると、みずからが過ちを犯したり勝負において敗れたりしてもそれを認めることがなかなかできなかったり、この結果を相手方の不当性に求めたりする。

## 世界保健機関と自殺防止
世界保健機関は2000年に、青少年層に多発する自殺を防止するため教員や学校医、スクールカウンセラーを対象とした、「自殺の予防に向けた教職員のための資料」を発表し、家庭内暴力、家族の頻繁な喧嘩、離婚などによる離別、頻繁な引っ越し、先住民族であること、性自認や性的指向の問題などの自殺を引き起こす要因を指摘し、不寛容からの解放によるいじめや校内暴力の防止と共に、就学者の自尊心の強化を挙げ、それが青少年を精神的苦悩や依存心から保護し、生活上の困難やストレスに対処できる力を与えることを明記している。

## セルフヘルプ
何も心理療法を受けなくとも、自己イメージは自分で育てることが可能であり、『自信を育てる心理学 「自己評価」入門』のようなセルフヘルプのための本が出版されている。自分の感情や望みや考えに気づくこと、自己受容すること、自己表現や自己主張を学ぶことは、自尊心のための最も重要な3つである。
自分の行動や価値観や目標に気づこうとし、それに従って生きることは、自信と自尊の感情を生み出し、意識のはたらかせ方から生まれる。
自己の受容は、変化のための条件であり、善悪といった判断をはなれ、事実を事実として受け入れ、恐れがあることを受容し、あまりにも受け入れられない時には受け入れられないことを受け入れるということである。存在を認めていない恐れは、解決も克服もできないからである。悲しみや喜びだけでなく、才能といった長所も、挑戦のための責任や他者からの敵意のために受け入れにくいことがある。罪悪感については、怒りを自分のものとして認め、憤りを無視する、自己主張を恐れるといったもっと深い問題に直面する必要がある。行ったことを認め、与えた危害を認め、償い、理由を探り、繰り返さないための決意を行う。大人の自分と子供の自分の対立の解決も重要であり、同様に当時はそれが精いっぱいであったこと、同様に感情などを受け入れていく。
念または英語でマインドフルネスとは、ただありのままに注意を向けるということであるが、417人の質問回答の分析から、マインドフルネスが自尊心や不安や抑うつとの関係を示し、自尊心が不安と抑うつの軽減、抑止に対し、有益であるという役割を裏付けた。

## 心理的支援
自尊心の形成をサポートする際に支援者は、本人の存在自体の価値をまるごと認め、本人に対して否定をせず根拠のある積極的な肯定をすることが大切であり、そのうえで、何かをすることができた際にそれがどのようなものでも一つ一つの達成を本人の心に届く形で肯定・称賛することが重要である。

## 自尊心に関する批判

### 自尊心に関する初期の研究
自尊心研究の初期の第一人者の1人であるロイ･バウマイスターによると､バウマイスターが社会心理学者として研究を始めた1970年代には､自分の能力と価値観に自信がある人ほど幸福になって成功するという研究があったため､自尊心関連の研究は当時の主流であった｡
またその頃の研究では､いずれも相関関係は大きくなかったが統計的には有意なレベルで､自尊心が高い生徒は学校の成績がよく､低い生徒は学校で苦労しているという調査結果や､未婚の母親や薬物依存症患者､犯罪者などは自尊心が低いことを示した研究があった｡そのため､ナサニエル･ブランデンは自尊心に関して｢心理的な問題のもとをたどればすべて､自尊心の低さにつながると思われる｣と言及することや､カリフォルニア州で自尊心についての特別調査委員会委員長であるアンドリュー･メッカは｢事実上すべての社会問題の根は､自分を好きになれないことに帰結すると考えられる｣と言及すること､報告書をまとめたカリフォルニア大学バークレー校の社会学者ニール･スメルサーは｢ほとんどとは言わないまでも､社会に蔓延している問題の多くの根は､この社会を構成する人たちの自尊心の低さにある｣と言及することがあった｡

### 自尊心の定説を覆した研究
なお､上記のカリフォルニア州での研究では確実な科学的根拠は見つからず､その点についてスメルサーは｢残念だ｣と述べている｡しかし､自尊心関連の研究については期待がなされており､もう一度研究がなされればもっと良い結果が出るものとされ､後に科学的な機関である心理科学協会で研究が行われた｡この研究では何千という研究の中から高い研究水準を満たすものを選び出して研究が行われ､自尊心のもつ様々な性質が明らかになった｡その結果､自尊心に関する定説を覆すものになった｡また､科学論文を審査した調査委員会の心理学者たちによると､少なくともアメリカ､カナダ､西ヨーロッパでは自尊心の低い人が満ちているという考えは間違いで､特に子どもたちは最初からとても自信を持っているものだと結論した｡

#### 自尊心と学業成績との関係
自尊心と成績の相関関係はあり､確かに自尊心の高い生徒は成績が良かった｡だが､その因果関係は､10年生（日本の高校1年生）で成績がよかった生徒は12年生（日本の高校3年生）の時点で高い自尊心を持っていたが､逆に10年生の時に高い自尊心を持っていた生徒は､12年生で成績が良いということはなかったため､成績が先に高いことによって自尊心が高まるというものである｡
自尊心と成績に関しては､別の研究も行われている｡ドナルド･フォーサイスは､自身が担当する心理学のクラスで学生たちの自尊心を高めるため､成績がC以下の学生を2つに分け､毎週､自尊心を刺激するメッセージと事務的なメッセージを送る比較研究を行った｡その結果､自尊心を刺激するメッセージを受け取った学生は､対照群の学生たちよりも成績が悪く､さらに前回の試験のときよりも成績が下がってしまった｡また､国際的な学力調査で8年生（日本の中学2年生）の数学の成績を比較した研究によると､自分の能力に強い自信を持つアメリカ人の生徒は､日本や韓国といったアメリカに比べて自尊心の低い国の生徒よりもはるかに成績が悪かった｡

#### 自尊心と諸問題との関係
自尊心の高さは､飲酒・喫煙・薬物・未成年の性行為を防ぐことはなかった。確かに自尊心の低さと薬物依存や10代での妊娠などの問題に相関関係はあるかもしれないが、低い自尊心がその問題を引き起こしているのではなく、逆因果の関係にあり､低年齢で薬物依存状態にあり妊娠をしていることで自尊心が低くなるという指摘がある｡

#### 自尊心の高さとナルシストとの関連
自尊心が高いことは､ナルシストと関連があることが指摘されている｡ナルシストが近年､特に若いアメリカ人の間で急増していて､この30年で発表された歌の歌詞にまでその傾向が現れている｡ナルシストは集団内では最初の2､3回は好かれるものの､その種の人の評価は多くの場合最下位にまで転落して､周りの人にとっては付き合いづらい存在となる｡

### 自尊心に関するその後の研究
1970年代のアメリカでは前述通り自尊心の研究が栄えていたが､1980年代になるとマシュマロ実験に代表される自己調節(自己コントロール)に多くの心理学者が目を向けるようになった｡その後の研究で､自己コントロール能力が生む利益が総合的に評価され､｢自己調節の失敗こそが､現代における主要な社会病理である｣と結論付けられた｡この研究では､高い離婚率や家庭内暴力や犯罪､その他の問題の一因となった多くの例が挙げられている｡
この研究に刺激され多くの研究がなされ､自己コントロール能力が学生の成績を予測する方法としてIQやSATのスコアよりも優れていることがわかった｡加えて､後の研究では職場では自己コントロール能力が高い上司は、部下からも同僚からも好意的に評価されていること､自己コントロール能力が高い人物は感情的にも安定していて、不安やうつ病や偏執病、精神病質傾向、強迫神経症、摂食障害、アルコール依存症その他の問題を抱える傾向が低く､また腹を立てることが少なく、腹を立てた場合にも暴言を吐いたり暴力をふるったりして攻撃的になることが少ないことが明らかになった。
2010年にはニュージーランドで1000人の子供を誕生から32歳まで追跡するという大規模で徹底された調査が発表された｡その結果は上記の内容を裏付けるものであった｡自己コントロール能力が高かった子供は､成人してからの肥満率が低く､性感染症を持つ者も少なく､歯の状態もよいという身体的に健康な状態であることが明らかになった｡また､大人になってからも安定した結婚生活を営み､両親が揃った家庭で子供を育てる傾向があった｡一方､自己コントロール能力が低かった子供は､アルコールや薬物の問題を抱えやすく､大人になってから経済的に貧しくなる傾向にあり､子供を1人親家庭で育てる割合が高く､刑務所に入る割合が高かった｡この研究の内容は､評価方法は観察､両親･教師･子供本人からの問題点の報告によるもので信頼性の高い尺度であり､知能･社会階級･人種の要素を考慮してもなお､全てに有意の差が見られた｡
この様に自己調節(自己コントロール)の大きな有用性が示されるにつれて､自尊心に関する研究はかつての勢いを失った｡